# Pseudogorgiidae
Pseudogorgiidae is een familie van zachte koralen uit de klasse der Anthozoa (Bloemdieren).

## Geslacht
- Pseudogorgia Kölliker, 1870